# Puerto de Buenos Aires
El Puerto de Buenos Aires es el principal puerto de contenedores de Buenos Aires y de Argentina, concentrando aproximadamente un 60 % del movimiento de contenedores del país. Es también uno de los puertos más importantes de la región latinoamericana debido a su moderna infraestructura y capacidad de carga.
El puerto actual se construyó a partir de finales del siglo XIX (Puerto Madero y Dock Sud), y se amplió durante la primera mitad del XX (Puerto Nuevo). El movimiento actual de contenedores ronda el millón de teus por año y, además, tiene un gran tráfico de pasajeros gracias a la llegada de miles de pasajeros de cruceros y líneas de corto recorrido hacia las ciudades uruguayas de Colonia del Sacramento y Montevideo.
En la actualidad se encuentra a cargo de la Agencia Nacional de Puertos y Navegación (ANPYN) dentro de la órbita del Ministerio de Economía de la Nación Argentina.

## Delimitación y jurisdicción
El Puerto de Buenos Aires fue dividido en tres grandes sectores:

### Puerto Nuevo
El sector denominado Puerto Nuevo (Área costera desde la Avenida Córdoba hasta la calle Salguero) es el área concesionada a la operatoria portuaria y la atención de buques de ultramar y cabotaje. Comprende seis dársenas, 5 de Ultramar llamadas (de sur a norte): A, B, C, D y E, y una de cabotaje denominada F.
El área ocupada por las 5 terminales portuarias de carga general es de aproximadamente 92 has., 7.250 m de longitud de muelle, 23 sitios de atraque para buques con eslora superior a 300 m y una profundidad a pie de muelle de 9,75 m.
La Terminal 6 se encuentra en proceso de licitación. La Terminal de Cruceros “Quinquela Martín”, se reinauguró en el año 2011, convirtiéndose en la más grande y moderna de Latinoamérica. En la presente temporada recibió a más de 500 mil pasajeros en 160 Navíos.

### Dársena Norte
La zona de Dársena Norte se encuentra entre la Avenida Córdoba, Antártida Argentina y el Apostadero Naval de la Armada Argentina. Es sitio de Atraque de los buques de la Armada y posee sectores permisionados como BUQUEBUS y Yacht Club Argentino.

### Puerto Sur
El Sector de Puerto Sur está delimitado hacia el norte por la calle Brasil y hacia el sur por el Riachuelo, y comprende un sector de 115 has. y 5000 m de muelle en las zonas de Madero Sur y Boca Barracas. Allí se encuentran radicadas empresas que desarrollan actividades compatibles con depósitos fiscales, prestación de servicios de almacenaje de mercaderías de importación - exportación, reparación navales, empresas de telecomunicaciones, plantas de residuos industriales especiales, el casino y numerosos emprendimientos gastronómicos.

## Terminal de Cruceros "Benito Quinquela Martín"

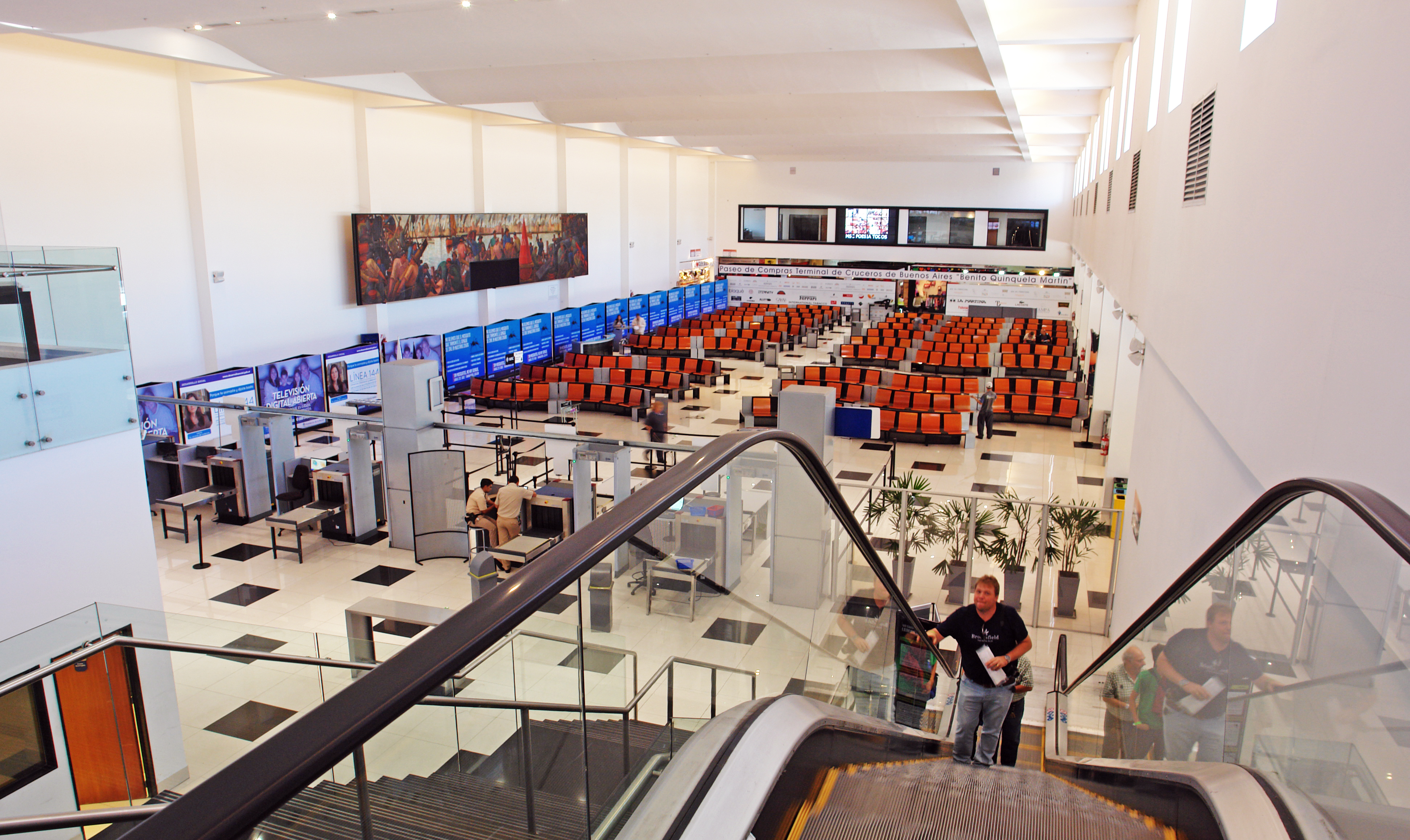
Terminal de Cruceros "Benito Quinquela Martín".

La terminal de pasajeros “Quinquela Martín” está localizada en la intersección de Av. Ramón S. Castillo y Av. de los Inmigrantes, en la Ciudad Autónoma de Buenos Aires. Con sus 12.786 m² posee la estructura edilicia suficiente para recibir confortablemente el flujo de 15 000 pasajeros por día.
En cuanto a sus características específicas, la terminal “Quinquela Martín” posee muelles de atraque que funcionan bajo estrictas normas internacionales de protección (Código PBIP), sumado a un sistema centralizado de protección, central de monitoreo por CCTV y servicios, disponiendo además de un servicio de sanidad, brigada de lucha contra incendios y contaminación y guardia de emergencias eléctricas.
La Terminal “ Benito Quinquela Martín”, es una terminal Cardio-Protegida. Cuenta con enfermería equipada con desfibrilador y todos los elementos necesarios para dar asistencia precisa ante contingencias médicas, y una ambulancia las 24hs para traslados de emergencia.
Para dar cumplimiento a los requerimientos específicos de cada terminal, cada una de ellas dispone de sus propios OPIP (Oficial de Protección de Instalaciones Portuarias) y sistema de vigilancia, rondines y demás elementos técnicos necesarios para su operación.
Características:
- Sala de espera confortable con capacidad para 2.000 personas.
- Dos sectores de check-in independientes, con un total de 72 puestos de trabajo para los servicios de Migraciones, Aduana y Empresas Navieras.
- Depósito amplio y funcional para equipajes, con capacidad para 12.000 valijas.
- Sistema de seguridad y monitoreo de todos los espacios de última generación (CTV).
- Oficinas administrativas, locales comerciales, banco, casa de cambios y otros servicios para el pasajero.
- Estacionamiento exclusivo para ómnibus, taxis y autos de alquiler.
- Salón vip

## Historia

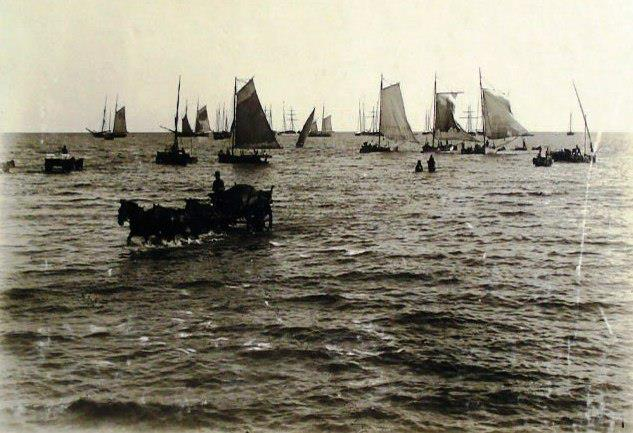
Fondeando el Río de la Plata para desembarcar, ca. 1880. (Foto: AGN)

La historia del Puerto de Buenos Aires nace con la necesidad de contar con un área de abrigo en la costa para el amarre de los barcos transportadores de expedicionarios y provisiones.
La actividad portuaria marcó pautas bien definidas en la historia de la organización nacional argentina, desde su nacimiento como territorio español en el año 1536, con el arribo de la expedición de Pedro de Mendoza para fundar la ciudad de Nuestra Señora del Buen Aire, en el área del actual Parque Lezama. De allí nacería el Puerto de Buenos Aires, y en torno a él la aldea. Este primer puerto no tendría demasiado éxito después del sitio querandí, y sería abandonado junto con la incipiente ciudad, cuando la expedición se moviera hacia el Norte por el río Paraná.
En las inmediaciones del primer fuerte Juan de Garay procedió a fundar la Ciudad de la Santísima Trinidad y el Puerto de Santa María del Buen Aires, enarbolando como lema una frase que señalaba el destino portuario de la ciudad: "Es necesario que se abran puertas a la tierra y que el suelo florezca y que sus frutos sirvan a su pueblo y otros pueblos de la tierra".
A partir de ese momento la ciudad creció rápidamente y adquirió importancia su comercio con los territorios españoles. Tal como nació desde la segunda fundación de la ciudad, el puerto de Santa María del Buen Aire mantuvo su fisonomía rudimentaria original hasta el año 1607, en cuyo transcurso fueron propuestas las primeras obras renovadoras destinadas a otorgar un mínimo de espacio de amarre para descarga de los buques.
Sin embargo, ese auge habría de resultar incómodo para el Virreinato del Perú, que por temor a la incipiente hegemonía portuaria de Santa María del Buen Aire, decide cancelar el comercio de ultramar del puerto. No obstante, la actividad de contrabando estaba en pleno auge, y con la creación del Virreinato del Río de la Plata, el camino marítimo caribeño no fue el único autorizado hacia España. No obstante, España aún tenía el monopolio de las mercancías que llegaban al Virreinato.   La Corona española prohibió el comercio y la construcción de cualquier tipo de puerto. Sólo los contrabandistas más osados se arrimaban a estas costas Recién cuando Buenos Aires se convirtió en la capital de un nuevo virreinato, en 1776, comenzaron a cambiar las cosas, pero transformarla en un puerto marítimo era una tarea muy complicada. El Río de la Plata es extremadamente difícil de navegar, incluso para las embarcaciones modernas, y la tecnología de la época apenas alcanzaba para paliar esta situación.

### El Puerto delSigloXIX
En 1806, la primera de las Invasiones Inglesas, a cargo del almirante Beresford, ocupa el puerto de Buenos Aires, con el beneplácito de buena parte de la aristocracia porteña que veía con buenos ojos las políticas de libre comercio que impuso el invasor. No obstante, la ruptura del monopolio español del puerto resintió a muchos mercaderes que se beneficiaban de él. Su líder, Martín de Álzaga, fue uno de los héroes de la reconquista de Buenos Aires, y se ocupó de armar a los criollos con su experiencia de contrabando.
En 1810, tras la Revolución de Mayo, Mariano Moreno hizo balizar la boca del Riachuelo y dispuso la reparación de sus muelles y posteriormente la canalización y limpieza. Pocos años después, en el año 1821, Bernardino Rivadavia solicitó un puerto cómodo y seguro para Buenos Aires, inspirado por las ciudades portuarias europeas. La Sala de Representantes sancionaría el 22 de agosto de 1821 la ley de promoción portuaria, que daría paso a una serie de reformas inconclusas.
En 1806 no sería la última vez que el Puerto de Buenos Aires fuese escenario de conflictos bélicos y económicos. Entre los años 1825 y 1828, la guerra con el Imperio del Brasil por el dominio de la Banda Oriental, sería la causa del bloqueo del Puerto de Buenos Aires, que generó dos importantes reacciones en las Provincias Unidas del Río de la Plata. Una fue el establecimiento del Puerto en el Río Salado, y el empleo de una compleja ruta terrestre para la comunicación entre Buenos Aires y el ejército de las Provincias que estaba en la Banda Oriental preparando una ofensiva en el Estado de Río Grande del Sur en contra del Imperio. La vía terrestre para la comunicación fue clave en la contienda, ya que la flotilla Imperial de Brasil dominaba, también, el Río Uruguay.
Durante toda la contienda la escuadra de las Provincias Unidas aspiro a evitar que el bloqueo del Puerto de Buenos Aires se consolidara mediante constantes ofensivas que desgastaban a la escuadra Imperial. Brasil dominaba casi la totalidad de la costa del Río de la Plata, asentándose en Montevideo y Colonia.
Estando el Río de la Plata en disputa, el gobierno de las Provincias buscó, como se mencionó antes, una alternativa al bloqueo. El uso de la bahía de Samborombón para la descarga de los bienes venidos que ultramar. Si bien fue una alternativa al Puerto principal de las Provincias, el Puerto del Río Salado no fue abandonado y se continuó usando después de firmada la paz, mientras que las actividades económicas en el puerto del Río de la Plata se comenzaran a normalizar. El uso y fortificación del nuevo puerto en el Río Salado fue propiciado por los comerciantes de Buenos Aires. Viendo como este nuevo asentamiento se comienza a destacar estratégicamente, el Almirante Brown (a cargo de la flota Argentina) lo comienza a usar como base de operaciones para los corsarios. Debido a la reducida flota con la que contaba el Almirante, este no pudo extender el radio de operaciones a lo largo de la costa. Fuera de eso la flota de las Provincias fue suficiente para mantener en línea las acciones de la escuadra enemiga y para lograr tomar la isla Martín García el 25 de abril de 1826, además de poder fortificar Punta Lara. Con esta victoria recién se pudo retomar la comunicación por vía fluvial y dejar de lado la tortuosa ruta terrestre descrita. Fue así como se volvió posible mantener a flote las actividades económicas de las Provincias y no caer en un dominio total del Imperio de Brasil.
La ruta de comunicación terrestre consistía en remitir desde Buenos Aires a San Nicolás la correspondencia en carretas. En este puerto, se trasladaba todo en veleros hasta La Bajada (actual ciudad de Paraná) donde devuelta era transportada en carretas a través de Entre Ríos hasta llegar al campamento en el Arroyo del Molino sobre el Río Uruguay.
El Puerto de Buenos Aires sería una de las razones del crecimiento de la Ciudad, que al mantener el control del flujo de mercancías y de ingresos tributarios, poseía más riquezas que el resto del país. Este fue uno de los puntos de disputa más fuertes entre unitarios y federales: el control del puerto.
En el año 1855, se registra un acontecimiento que pone fin a la antigua forma de desembarco de pasajeros, que hasta entonces operaba en pesados carros que los conducían desde las naves hasta la costa: la inauguración del Muelle de Pasajeros en el entonces denominado “Bajo de la Merced”, entre las actuales calles Bartolomé Mitre y Pte. Perón.                                                                                            Las obras las realiza E. Taylor. El muelle era de madera y estaba sostenido por pilotes de madera dura. Tenía una extensión de 210 metros. Se habían colocado vías angostas que por medio de vagonetas se trasladaban los equipajes.
Ya por entonces, resultaba tan notorio el auge alcanzado por Puerto de Buenos Aires que las autoridades nacionales se decidieron a construir dentro del área portuaria el primer edificio público de gran volumen: la Aduana. Este organismo tenía a su cargo las operaciones de manipuleo y almacenaje de mercaderías importadas, y recaudaba los impuestos a la importación, principal fuente de financiamiento de la Ciudad de Buenos Aires. Con posterioridad a 1860 se agregó al edificio semicircular de la Aduana un nuevo muelle, destinado exclusivamente a cargas. En 1872 se construyó otro muelle y depósitos privados en la zona denominada "Las Catalinas", donde hoy se encuentra la Dársena Norte. 
Cabe recordar, que la antigua Aduana funcionaba en una vieja casona ubicada en Venezuela y Paseo Colón. La Aduana se componía de un conjunto de edificios, de los cuales el principal era semicircular con frente al río, y estaba destinado a depósitos de almacenaje. Este edificio solo fue utilizado durante 25 años, pues en el año 1884, fue demolido para erigir el Puerto Madero.
Esta situación, desde luego no estaba de acuerdo con las necesidades del nuevo país que a buen ritmo se estaba gestando, toda vez que el volumen creciente de productos exportables que los ferrocarriles acercaban al puerto, reclamaban urgentemente obras que canalizaran tales tráficos.

Propuesta del puerto por Luis A.Huergo

Propuesta por Luis A. Huergo del Puerto.
En 1875 por la Ley provincial, ratificada por la Nación se había dispuesto la preparación de proyectos para la canalización del riachuelo y construcción de muelles en sus márgenes, que se le adjudica al ingeniero Luis A. Huergo, que proponía:
1. Apertura de una nueva boca en la desembocadura del Riachuelo.
2. Ampliación de un único canal de entrada (actual canal Sur), en cuyo caso la Dársena Sur se transformaría en antepuerto.
3. Una serie de diques perpendiculares a la costa y comunicados entre sí por un canal de pasaje, a construirse cuando el éxito de los trabajos anteriores fuera evidente.

La obra se realiza en 1877 y 1879 posibilita un canal apto para recibir barcos de mil toneladas de porte. Puede decirse que a partir de este momento recién Buenos Aires, cuenta con un verdadero puerto.
En 1881 el Ministerio de Guerra y Marina pide actualizar el proyecto y esta vez no fue considerado por el Gobierno Nacional, paralelo a este en 1882, Eduardo Madero presenta otro proyecto, realizado por dos ingenieros ingleses a su pedido, que consistía en dos dársenas y entre ambas 4 diques, con el agregado de otro canal de acceso en el extremo norte de esta obra. El proyecto de Madero fue aprobado por ley en 1884, firmándose luego contrato con la firma inglesa Walter, iniciándose los trabajos en 1885.

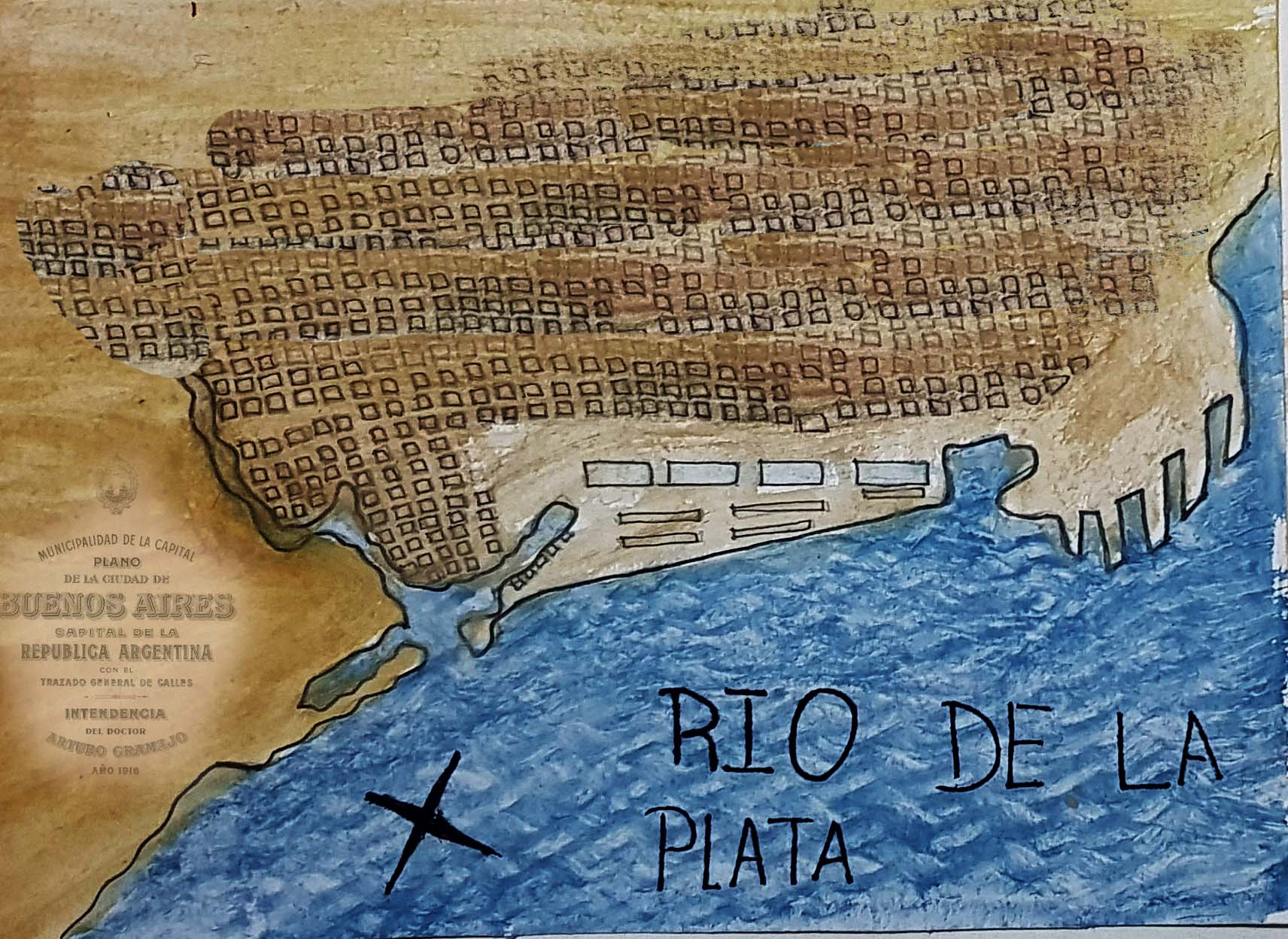
Propuesta del puerto de Buenos Aires por Eduardo Madero

### Puerto Nuevo
Eduardo Madero, el inspirador de la primera gran obra portuaria nacional, lamentablemente no puede ver terminada su obra, pues fallece en un viaje al Viejo Continente.
Precisamente son los sucesores de Madero quienes consideran necesaria la ampliación de las instalaciones habilitadas, con la inclusión de nuevas construcciones de atraque a ambos lados del Canal Norte.
El puerto de Buenos Aires ya tenía tres secciones para principios del siglo; Puerto Madero, Dock sud y Riachuelo. En este conjunto operan, en 1900, diez mil barcos que representan 5 millones de toneladas de registro y que transportan en ambos sentidos 4 millones de toneladas de carga, respecto de las importaciones centralizadas en Buenos Aires contribuyendo a la congestión de operaciones portuarias.
Cuando se habilitan las instalaciones de Puerto Madero resultan insuficientes, tal vez por la escasez de muelles de atraque pero a juicio del Ing. Huergo se debía a las dificultades que tenían que eludir los ferrocarriles para acceder a las instalaciones portuarias, mientras que otros, a su vez, consideraban que la agilidad del puerto no era adecuada, debido a la deficiente disposición de los diques.
A partir de este momento empiezan a elaborarse proyectos de ampliación o modificación del puerto capitalino. En 1908 se llama a concurso para la nueva construcción y mejoramiento de instalaciones ya existentes de una sección del puerto; la que habría de ser años después el denominado "Puerto Nuevo", cuyos muelles se diseñan en forma de peine abierto hacia el río, que había sido la idea original de Huergo para el primer puerto, en oposición al sistema de diques interconectados de Madero.
La finalización de las obras del Puerto Madero coincide con una etapa de floreciente crecimiento en el país, puesta de manifiesto por un intenso movimiento portuario posibilitado por las nuevas instalaciones, que pese a ser recientemente habilitadas parecían ya ser insuficientes.
En el año 1919, se finalizó la construcción de las 5 dársenas de Puerto Nuevo, agregándose tiempo después, la Dársena "F". Entre tanto, en el año 1914 habían quedado totalmente habilitadas las obras del Dock Sud.
El movimiento de carga era por entonces de 4.569.000 tn. de importación y de 3.009.000 tn. de exportación o sea un total de 7.578.000 tn  anuales.
Como comparación, basta recordar que en la actualidad con las mismas instalaciones del Puerto Madero y las entonces erigidas en Puerto Nuevo, el movimiento de carga por todo concepto es del orden de los 25.000.000 de tn. anuales, incluyendo un gran volumen de exportación. Claro está con grúas renovadas en el Puerto Madero y con la incorporación de grúas eléctricas en Puerto Nuevo, Man y Demag entre los  años 1926 y 1930 y grúas Ansaldo en los años 1946 - 1949.
El puerto actual como hemos dicho, no difiere físicamente en sus obras civiles del que se contaba en el año 1897 primeramente, o el totalmente ampliado hacia el año 1919, pese a todo se estima importante analizar el futuro desde ya con detenimiento, teniendo en cuenta los más modernos aportes de la tecnología del transporte y manipuleo de las cargas.
Pero lo admirable es que la cosa no quedó ahí, pues tras haber transcurrido tan solo 21 años desde que el puerto Madero fuera habilitado, se decidió encarar la segunda gran obra portuaria nacional - el Puerto Nuevo - como ampliación del existente.
Puerto de Buenos Aires por aquellos años no difería  fundamentalmente del que se ha mencionado anteriormente, excepto en el moderno muelle pavimentado, construido en el 5.º Espigón de Puerto Nuevo y transformado en un moderno galpón de almacenaje. 
Este último aspecto, la operación con contenedores - la más alta expresión de la tecnología aplicada al transporte de carga notablemente incrementada en los últimos años, marcó una pauta de renovación en el puerto; toda vez que tales operaciones motivaron a la empresa para concretar la adquisición de utilaje más moderno como el caso de 3 cargadores laterales y 2 super grúas sobre camión de 250 ton. de capacidad, además de 16 grúas sobre camión de 50 ton. 
La incorporación de equipos se tuvo que seguir complementando en los años sucesivos con las obras de infraestructura indispensables para adecuar los sectores operativos a las nuevas exigencias planteadas por los grandes buques, por el tamaño de las cargas que ellos transportan y naturalmente por las características de los equipos terrestres que las mueven.

### Actualidad del puerto
Con la adición del puerto nuevo que tiene Buenos Aires tras una amplia zona portuaria con más de 25.000 m de muelle hay una evidente falta de unidad del conjunto portuario ya que fue construido en varias etapas inconexas entre sí, basadas de proyectos de distinta concepción. Esa falta de unidad ha motivado deficiencias operativas para cuya solución se han formulado numerosos proyectos, especialmente a partir de la década de 1930.
Hay estudios que apuntan a eliminar los diques de Puerto Madero y la extensión del Puerto Nuevo que va hacia el norte para agregar nuevas dársenas. Un criterio que no solo lo siguen los proyectos portuarios si no urbanísticos. pese a su diseño y construcción llegó a estar ubicado entre los más importantes del mundo.
A manera de referencia algunas cifras relativas de la capacidad del Puerto de Buenos Aires...
Longitud aproximada de muelles: 26.700 metros 
Capacidad aproximada de depósitos: 1.000.000 de m³. 
Capacidad elevadores: 180.000 toneladas
Profundidades: Desde un mínimo de 17 pies (5,13 m) en Riachuelo, hasta un máximo de 28 pies (8,50 m) en Puerto Nuevo y Antepuerto sur.
En la realidad actual se observa la obsolescencia y deterioro del utilaje en lugares tales como Puerto Madero y Riachuelo, así como también el desuso de muchos muelles donde no se opera en forma efectiva y se amarran barcos en desarme. Podemos decir que la longitud aprovechable de muelle, para barcos de ultramar, no excede de 17.000 Pies. Pese a todo, el puerto de Buenos Aires movió en 1975, casi 24 millones de toneladas, entre tráfico de ultramar y cabotaje".